# CLEC11A
CLEC11A (англ. C-type lectin domain containing 11A) – білок, який кодується однойменним геном, розташованим у людей на короткому плечі 19-ї хромосоми. Довжина поліпептидного ланцюга білка становить 323 амінокислот, а молекулярна маса — 35 695.
| 10         |  | 20         |  | 30         |  | 40         |  | 50         |
| ---------- |  | ---------- |  | ---------- |  | ---------- |  | ---------- |
| MQAAWLLGAL |  | VVPQLLGFGH |  | GARGAEREWE |  | GGWGGAQEEE |  | REREALMLKH |
| LQEALGLPAG |  | RGDENPAGTV |  | EGKEDWEMEE |  | DQGEEEEEEA |  | TPTPSSGPSP |
| SPTPEDIVTY |  | ILGRLAGLDA |  | GLHQLHVRLH |  | ALDTRVVELT |  | QGLRQLRNAA |
| GDTRDAVQAL |  | QEAQGRAERE |  | HGRLEGCLKG |  | LRLGHKCFLL |  | SRDFEAQAAA |
| QARCTARGGS |  | LAQPADRQQM |  | EALTRYLRAA |  | LAPYNWPVWL |  | GVHDRRAEGL |
| YLFENGQRVS |  | FFAWHRSPRP |  | ELGAQPSASP |  | HPLSPDQPNG |  | GTLENCVAQA |
| SDDGSWWDHD |  | CQRRLYYVCE |  | FPF        |  |            |  |            |

A: Аланін

C: Цистеїн

D: Аспарагінова кислота

E: Глутамінова кислота

F: Фенілаланін

G: Гліцин

H: Гістидин

I: Ізолейцин

K: Лізин

L: Лейцин

M: Метіонін

N: Аспарагін

P: Пролін

Q: Глутамін

R: Аргінін

S: Серин

T: Треонін

V: Валін

W: Триптофан

Кодований геном білок за функцією належить до факторів росту. 
Задіяний у такому біологічному процесі, як остеогенез. 
Білок має сайт для зв'язування з лектинами. 
Локалізований у цитоплазмі.
Також секретований назовні.